# لوكاشين (يريفان)
لوكاشين (الأرمينية: Լուկաշին) هي حي في يريفان، عاصمة أرمينيا.

سمي على اسم سرجيس لوكاشين (1883-1937)، رئيس المجلس الأرمني لمفوضي الشعب.